# 阿尔弗雷德·菲利皮
阿尔弗雷德·菲利皮（1903年8月3日 - 1994年6月15日）是第二次世界大战期间的德国将军，曾指揮第304步兵師、第361步兵師參加波蘭戰役、高加索戰役、第聶伯河-喀爾巴阡山脈攻勢、第一次雅西-奇西瑙攻勢、北風行動、奥特洛战役並獲頒騎士鐵十字勳章。